# Giovanni Bartolomeo Corsini

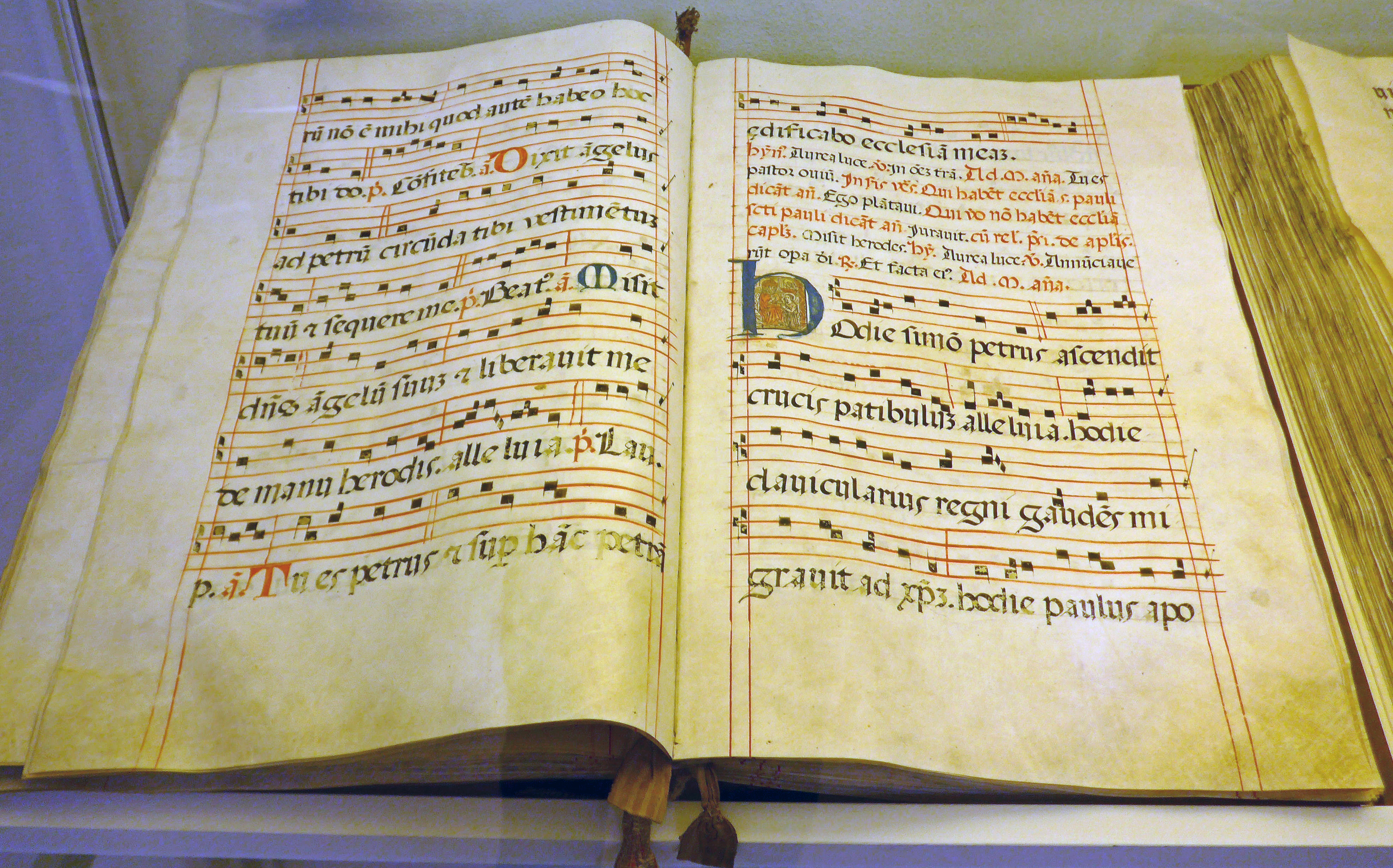
Antifonario, 1526, MAST Castel Goffredo.

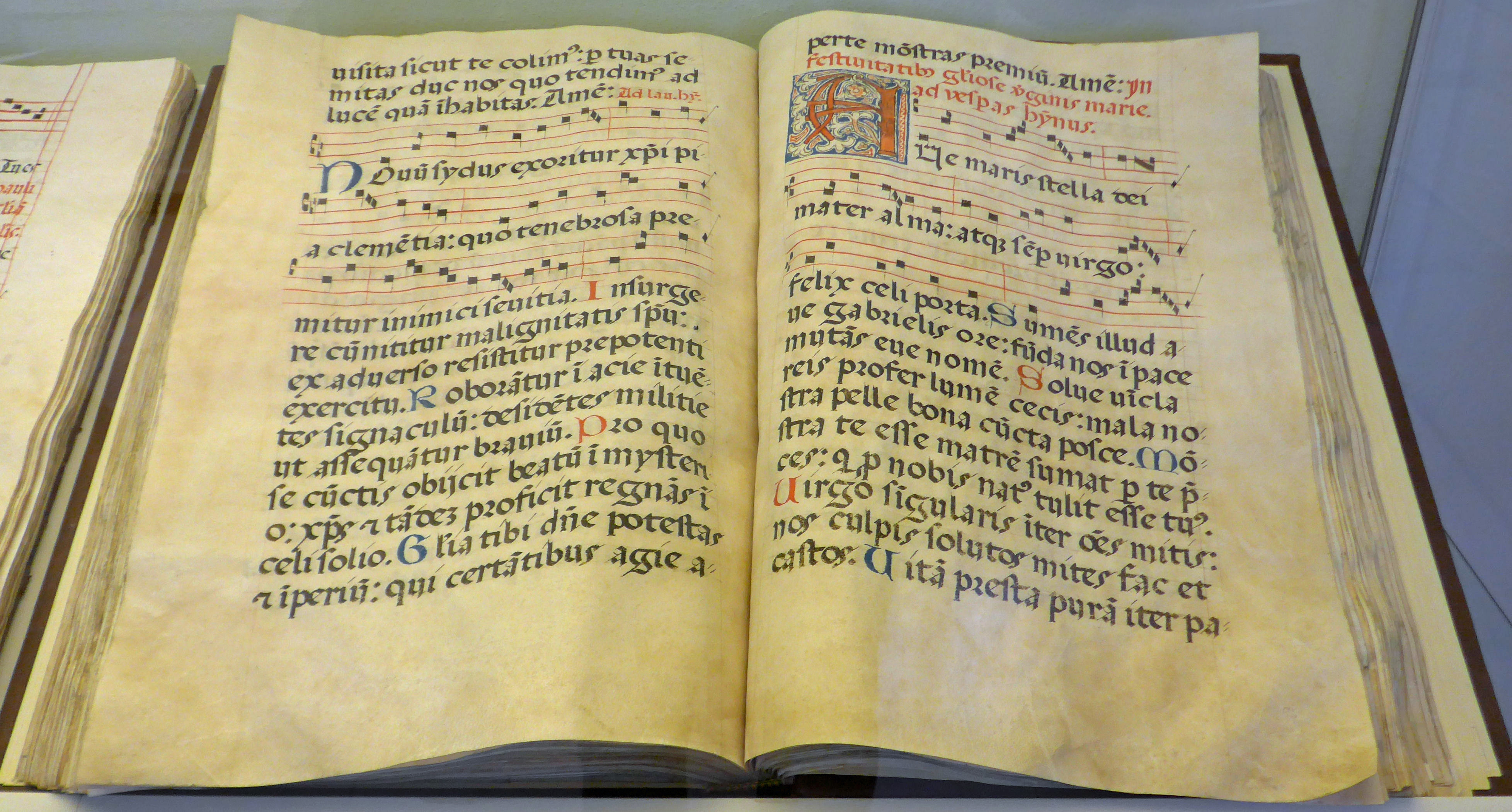
Salterio innario, inizi XVI secolo, MAST Castel Goffredo.

Giovanni Bartolomeo Corsini (Rivoltella del Garda, ... – XVI secolo) è stato un miniatore italiano, attivo nel mantovano nel XVI secolo. Fu allievo dell'umanista Gianfrancesco Boccardo.

## Opere
- Salterio innario, inizi XVI secolo, MAST Castel Goffredo;
- Antifonario[2], 1526, MAST Castel Goffredo.